# Jason Derulo/Auszeichnungen für Musikverkäufe

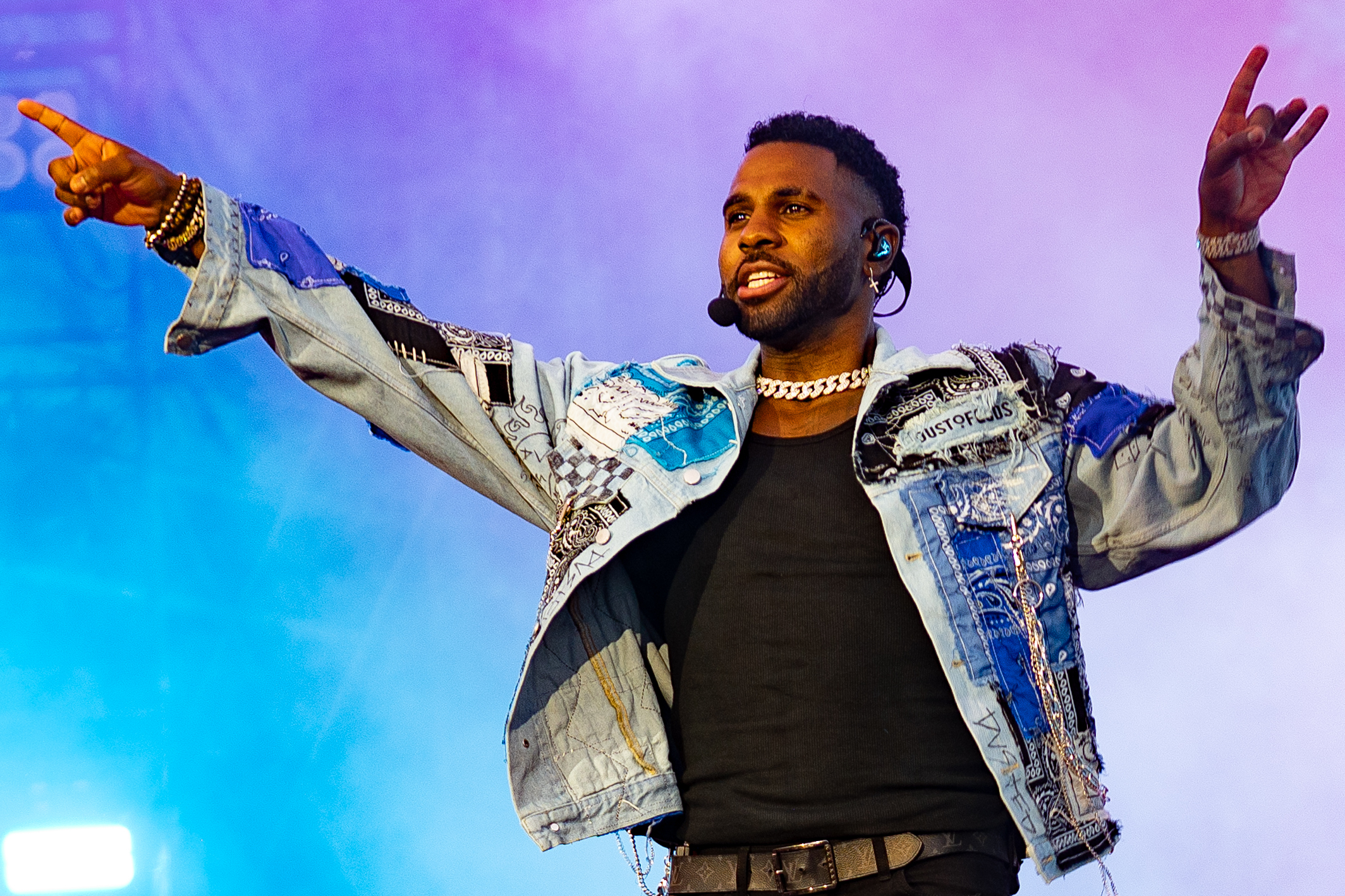
Jason Derulo (2023)

Dies ist eine Übersicht über die Auszeichnungen für Musikverkäufe des US-amerikanischen Popsängers Jason Derulo. Die Auszeichnungen finden sich nach ihrer Art (Gold, Platin usw.), nach Staaten getrennt in chronologischer Reihenfolge, geordnet sowie nach den Tonträgern selbst, ebenfalls in chronologischer Reihenfolge, getrennt nach Medium (Alben, Singles usw.), wieder.

## Auszeichnungen
| - Vereinigtes Königreich - 2014: für die Single What If - 2017: für das Album Everything Is 4 - 2017: für die Single If It Ain’t Love - 2018: für die Single If I’m Lucky - 2018: für die Autorenbeteiligung Solo (Iyaz) - 2021: für die Single Love Not War (The Tampa Beat) - 2021: für die Single Colors - 2022: für die Single Acapulco - 2023: für die Single Marry Me - 2023: für die Single 1, 2, 3 - 2024: für die Single Coño - Australien - 2012: für die Single Undefeated - 2016: für die Single Follow Me - 2023: für die Single Give You Love - Belgien - 2010: für die Autorenbeteiligung Replay (Iyaz) - 2013: für die Single Talk Dirty - 2014: für die Single Wiggle - 2015: für die Single Want to Want Me - 2020: für die Single Take You Dancing - 2021: für die Single Love Not War (The Tampa Beat) - Brasilien - 2022: für die Single Acapulco - Chile - 2018: für die Single 1, 2, 3 - Dänemark - 2012: für das Streaming Fight For You - 2013: für das Streaming The Other Side - 2014: für das Streaming Marry Me - 2019: für die Single Tip Toe - 2020: für die Single Ridin’ Solo - 2020: für die Single Secret Love Song - 2021: für die Single Love Not War (The Tampa Beat) - 2021: für die Autorenbeteiligung Me Too (Meghan Trainor) - 2022: für das Album Future History - 2022: für die Single Acapulco - 2023: für die Single 1, 2, 3 - 2024: für die Single Don’t Wanna Go Home - Deutschland - 2011: für die Single In My Head - 2011: für die Single Don’t Wanna Go Home - 2012: für die Single Breathing - 2013: für die Single Whatcha Say - 2015: für die Single Wiggle - 2017: für die Single Trumpets - 2018: für die Single Try Me - 2018: für die Single If I’m Lucky - 2020: für die Single Get Ugly - 2021: für die Single Coño - 2023: für die Autorenbeteiligung Me Too (Meghan Trainor) - 2024: für das Album Tattoos - Finnland - 2020: für die Single Savage Love (Laxed – Siren Beat) - Frankreich - 2015: für die Single Want to Want Me - 2020: für die Single Coño - 2020: für die Single Goodbye - 2020: für die Single Whatcha Say - 2023: für die Autorenbeteiligung Me Too (Meghan Trainor) - 2025: für die Single When Love Sucks - Griechenland - 2021: für die Single Savage Love (Laxed – Siren Beat) - Irland - 2010: für das Album Jason Derulo - Italien - 2011: für die Single It Girl - 2014: für die Single Trumpets - 2017: für die Single If It Ain’t Love - 2018: für die Single 1, 2, 3 - 2018: für die Single Kiss The Sky - 2019: für die Single Goodbye - 2021: für die Single Coño - 2021: für die Single Love Not War (The Tampa Beat) - 2024: für die Single Whatcha Say - Japan - 2014: für die Single Whatcha Say (Digital) - 2014: für die Autorenbeteiligung Replay (Iyaz) - Kanada - 2015: für die Single Marry Me - 2019: für das Album Future History - Mexiko - 2014: für die Single Talk Dirty - 2015: für die Single Want to Want Me - 2018: für die Single 1, 2, 3 - Neuseeland - 2011: für die Single It Girl - 2016: für die Single Try Me - 2016: für die Single Get Ugly - 2018: für das Album Future History - 2018: für die Single If I’m Lucky - 2019: für die Single Goodbye - Niederlande - 2016: für die Single Follow Me - 2018: für die Single If I’m Lucky - 2018: für die Single Tip Toe - 2021: für die Single Lifestyle - Norwegen - 2014: für die Single The Other Side - 2016: für das Album Everything Is 4 - Österreich - 2014: für die Autorenbeteiligung Replay (Iyaz) - 2014: für die Single Don’t Wanna Go Home - 2014: für die Single Talk Dirty - 2014: für die Single Whatcha Say - 2014: für die Single Breathing - 2014: für die Single In My Head - 2015: für die Single Wiggle - 2015: für die Single Want to Want Me - 2022: für die Single Coño - 2023: für die Single Goodbye - Polen - 2016: für die Single Get Ugly - 2016: für das Album Everything Is 4 - 2019: für die Single Goodbye - 2022: für die Single Lifestyle - 2022: für die Single Secret Love Song - Portugal - 2022: für die Single Want to Want Me - 2022: für die Single Acapulco - 2022: für die Single 1, 2, 3 - Schweden - 2013: für die Single The Other Side - 2014: für die Single Trumpets - 2015: für das Album Tattoos - 2015: für das Album Everything Is 4 - 2018: für die Autorenbeteiligung Me Too (Meghan Trainor) - Schweiz - 2011: für die Single Don’t Wanna Go Home - 2012: für die Single Breathing - 2014: für die Single Wiggle - Spanien - 2023: für die Single Whatcha Say - 2023: für die Single Goodbye - 2023: für die Single Tip Toe - 2024: für die Single Acapulco - 2024: für die Autorenbeteiligung Me Too (Meghan Trainor) - 2025: für die Single Love Not War (The Tampa Beat) - Südafrika - 2020: für die Single Savage Love (Laxed – Siren Beat) - Vereinigte Staaten - 2010: für die Autorenbeteiligung Solo (Iyaz) - 2016: für das Album Everything Is 4 - 2016: für die Single Get Ugly - 2017: für das Album Future History - 2018: für die Single Tip Toe - 2022: für die Single Goodbye - 2024: für das Album Nu King - Vereinigtes Königreich - 2012: für das Album Future History - 2014: für das Album Tattoos - 2021: für die Single Goodbye - 2023: für die Autorenbeteiligung Me Too (Meghan Trainor) | - Argentinien - 2018: für die Single 1, 2, 3 - Australien - 2015: für das Album Jason Derulo - 2019: für die Single Tip Toe - 2019: für die Single Goodbye - 2023: für die Single Love Not War (The Tampa Beat) - 2023: für die Single Acapulco - 2023: für die Single Cheyenne - 2023: für die Single Get Ugly - 2023: für die Single If It Ain’t Love - 2023: für die Single Stupid Love - 2023: für die Single The Sky’s the Limit - 2023: für das Album Future History - 2023: für das Album Tattoos - Belgien - 2017: für die Single Swalla - 2020: für die Single Savage Love (Laxed – Siren Beat) - Brasilien - 2021: für die Single Secret Love Song - Dänemark - 2012: für das Streaming It Girl - 2015: für die Single Try Me - 2016: für das Album Everything Is 4 - 2018: für die Single If It Ain’t Love - 2018: für die Single Swalla - 2019: für das Album Tattoos - 2021: für die Single Whatcha Say - 2021: für die Single In My Head - 2022: für die Single Take You Dancing - 2023: für das Album Jason Derulo - Deutschland - 2014: für die Single Talk Dirty - 2019: für die Single Tip Toe - 2022: für die Single Acapulco - 2023: für die Single Love Not War (The Tampa Beat) - 2023: für die Single Take You Dancing - Frankreich - 2022: für die Single Love Not War (The Tampa Beat) - 2023: für die Single 1, 2, 3 - 2023: für die Single Take You Dancing - Irland - 2016: für die Single Secret Love Song - Italien - 2010: für die Autorenbeteiligung Replay (Iyaz) - 2014: für die Single Wiggle - 2021: für die Single Take You Dancing - 2024: für die Single Acapulco - Kanada - 2010: für die Single Ridin’ Solo - 2011: für die Single Don’t Wanna Go Home - 2013: für die Single The Other Side - 2015: für die Single Trumpets - 2019: für das Album Tattoos - 2019: für das Album Everything Is 4 - 2019: für das Album Jason Derulo - 2023: für die Single Goodbye - 2023: für die Single Love Not War (The Tampa Beat) - 2023: für die Single Lifestyle - 2024: für das Album Nu King - Malaysia - 2020: für die Single Savage Love (Laxed – Siren Beat) - Neuseeland - 2010: für die Autorenbeteiligung Replay (Iyaz) - 2010: für die Single In My Head - 2015: für die Single The Other Side - 2015: für die Single Wiggle - 2018: für das Album Tattoos - 2019: für die Single Tip Toe - 2020: für das Album Platinum Hits - 2021: für die Single Take You Dancing - 2021: für das Album Jason Derulo - 2021: für das Album Everything Is 4 - 2022: für die Single Marry Me - Niederlande - 2024: für das Album Nu King - Norwegen - 2014: für die Single Marry Me - 2014: für die Single Trumpets - Österreich - 2023: für die Single Tip Toe - Polen - 2021: für die Single Love Not War (The Tampa Beat) - 2021: für die Single Want to Want Me - 2022: für die Single Acapulco - 2023: für die Autorenbeteiligung Me Too (Meghan Trainor) - Portugal - 2021: für die Single Take You Dancing - Schweden - 2013: für das Album Jason Derulo - 2015: für die Single Try Me - Schweiz - 2014: für die Single Talk Dirty - 2015: für die Single Want to Want Me - 2021: für die Single Love Not War (The Tampa Beat) - Singapur - 2020: für die Single Savage Love (Laxed – Siren Beat) - Spanien - 2014: für das Streaming Talk Dirty - 2015: für das Streaming Trumpets - 2015: für das Streaming Wiggle - 2015: für die Single Trumpets - 2015: für die Single Wiggle - 2020: für die Single Savage Love (Laxed – Siren Beat) - 2023: für die Single Take You Dancing - 2023: für die Single Talk Dirty - 2024: für die Autorenbeteiligung Replay (Iyaz) - Südkorea - 2022: für das Streaming Savage Love (Laxed – Siren Beat) - Vereinigte Staaten - 2012: für die Single It Girl - 2014: für die Single The Other Side - 2015: für die Single Marry Me - 2017: für das Album Jason Derulo - 2017: für das Album Talk Dirty - 2017: für die Single Don’t Wanna Go Home - 2021: für die Single Take You Dancing - Vereinigtes Königreich - 2016: für das Album Jason Derulo - 2018: für die Single Tip Toe - 2018: für die Single In My Head - 2020: für die Single The Other Side - 2020: für die Single Wiggle - 2021: für die Single Take You Dancing - 2021: für das Album Platinum Hits - 2021: für die Single It Girl - 2023: für die Single Get Ugly - 2023: für die Single Don’t Wanna Go Home - Deutschland - 2019: für die Single Want to Want Me - Mexiko - 2022: für die Autorenbeteiligung Me Too (Meghan Trainor) | - Australien - 2012: für die Single Breathing - 2016: für die Single Secret Love Song - Brasilien - 2022: für die Single Take You Dancing - 2024: für die Autorenbeteiligung Me Too (Meghan Trainor) - Dänemark - 2014: für das Streaming Trumpets - 2014: für das Streaming Wiggle - 2022: für die Single Savage Love (Laxed – Siren Beat) - 2023: für die Autorenbeteiligung Replay (Iyaz) - Deutschland - 2020: für die Single Swalla - 2022: für die Single Savage Love (Laxed – Siren Beat) - 2023: für die Autorenbeteiligung Replay (Iyaz) - Irland - 2020: für die Single Savage Love (Laxed – Siren Beat) - Italien - 2014: für die Single Talk Dirty - Kanada - 2015: für die Single Wiggle - 2023: für die Single Jalebi Baby - 2023: für die Single Tip Toe - 2023: für die Single Acapulco - Kolumbien - 2018: für die Single 1, 2, 3 - Neuseeland - 2023: für die Single Ridin’ Solo - Norwegen - 2015: für die Single Want to Want Me - 2015: für die Single Try Me - 2020: für die Single Savage Love (Laxed – Siren Beat) - Österreich - 2022: für die Single Love Not War (The Tampa Beat) - 2023: für die Single Swalla - 2024: für die Single Take You Dancing - Polen - 2023: für die Single Jalebi Baby - 2023: für die Single Swalla - 2024: für die Single 1, 2, 3 - Portugal - 2021: für die Single Savage Love (Laxed – Siren Beat) - 2022: für die Single Swalla - Schweden - 2014: für die Single Talk Dirty - 2020: für die Single Savage Love (Laxed – Siren Beat) - Schweiz - 2020: für die Single Savage Love (Laxed – Siren Beat) - Spanien - 2015: für die Single Want to Want Me - Vereinigte Staaten - 2015: für die Single Trumpets - 2018: für die Single Swalla - Vereinigtes Königreich - 2020: für die Single Swalla - 2021: für die Single Savage Love (Laxed – Siren Beat) - 2021: für die Autorenbeteiligung Replay (Iyaz) - 2023: für die Single Trumpets - 2023: für die Single Whatcha Say - 2024: für die Single Ridin’ Solo - 2024: für die Single Talk Dirty - Mexiko - 2023: für die Single Savage Love (Laxed – Siren Beat) - Australien - 2010: für die Autorenbeteiligung Replay (Iyaz) - 2019: für die Single Swalla - 2023: für die Single Fight For You - 2023: für die Single Marry Me - 2023: für die Single The Other Side - 2023: für die Single Wiggle - Dänemark - 2014: für das Streaming Talk Dirty - 2024: für die Single Want to Want Me - Irland - 2013: für die Single Talk Dirty - Italien - 2017: für die Single Swalla - 2021: für die Single Savage Love (Laxed – Siren Beat) - Kanada - 2019: für die Single In My Head - 2025: für die Single Coño - Neuseeland - 2021: für die Single Swalla - 2023: für die Single Trumpets - 2024: für die Single Talk Dirty - 2024: für die Single Secret Love Song - Niederlande - 2017: für die Single Swalla - Österreich - 2021: für die Single Savage Love (Laxed – Siren Beat) - 2023: für die Single Acapulco - Polen - 2021: für die Single Savage Love (Laxed – Siren Beat) - 2021: für die Single Take You Dancing - Schweden - 2015: für die Single Want to Want Me - Spanien - 2017: für die Single Swalla - Vereinigte Staaten - 2010: für die Autorenbeteiligung Replay (Iyaz) - 2018: für die Autorenbeteiligung Me Too (Meghan Trainor) - 2019: für die Single Wiggle - Vereinigtes Königreich - 2022: für die Single Want to Want Me - 2025: für die Single Secret Love Song - Australien - 2012: für die Single Whatcha Say - 2023: für die Single Take You Dancing - Italien - 2017: für die Single Want to Want Me - Kanada - 2019: für die Autorenbeteiligung Me Too (Meghan Trainor) - 2019: für die Single Whatcha Say - 2020: für die Single Savage Love (Laxed – Siren Beat) - 2023: für die Single Take You Dancing - Neuseeland - 2025: für die Single Want to Want Me - 2025: für die Single Whatcha Say - Spanien - 2024: für die Single 1, 2, 3 - Vereinigte Staaten - 2014: für die Single Talk Dirty - 2019: für die Single In My Head - 2019: für die Single Ridin’ Solo - 2019: für die Single Want to Want Me - 2022: für die Single Savage Love (Laxed – Siren Beat) - Australien - 2012: für die Single Don’t Wanna Go Home - 2021: für die Single Savage Love (Laxed – Siren Beat) - 2023: für die Single Ridin’ Solo - 2023: für die Single Want to Want Me - Kanada - 2019: für die Single Want to Want Me - 2019: für die Single Talk Dirty - Vereinigte Staaten - 2019: für die Single Whatcha Say - Australien - 2012: für die Single It Girl - 2023: für die Autorenbeteiligung Me Too (Meghan Trainor) - Kanada - 2023: für die Single Swalla - Neuseeland - 2025: für die Single Savage Love (Laxed – Siren Beat) - Norwegen - 2014: für die Single Talk Dirty - Australien - 2012: für die Single In My Head - 2023: für die Single Talk Dirty - 2023: für die Single Trumpets - Vereinigte Staaten - 2024: für die Single 1, 2, 3 - Brasilien - 2022: für die Single Swalla - 2023: für die Single Don’t Cry for Me - Frankreich - 2017: für die Single Swalla - 2021: für die Single Savage Love (Laxed – Siren Beat) - 2025: für die Single Acapulco |

## Auszeichnungen nach Alben

### Jason Derulo
| Land/Region                  | Auszeichnungen für Musikverkäufe (Land/Region, Auszeichnung, Verkäufe) | Verkäufe  |
| ---------------------------- | ---------------------------------------------------------------------- | --------- |
| Australien (ARIA)            | Platin                                                                 | 70.000    |
| Dänemark (IFPI)              | Platin                                                                 | 20.000    |
| Irland (IRMA)                | Gold                                                                   | 7.500     |
| Kanada (MC)                  | Platin                                                                 | 80.000    |
| Neuseeland (RMNZ)            | Platin                                                                 | 15.000    |
| Schweden (IFPI)              | Platin                                                                 | 40.000    |
| Vereinigte Staaten (RIAA)    | Platin                                                                 | 1.000.000 |
| Vereinigtes Königreich (BPI) | Platin                                                                 | 300.000   |
| Insgesamt                    | 1× Gold · 7× Platin ·                                                  | 1.532.500 |

### Future History
| Land/Region                  | Auszeichnungen für Musikverkäufe (Land/Region, Auszeichnung, Verkäufe) | Verkäufe |
| ---------------------------- | ---------------------------------------------------------------------- | -------- |
| Australien (ARIA)            | Platin                                                                 | 70.000   |
| Dänemark (IFPI)              | Gold                                                                   | 10.000   |
| Kanada (MC)                  | Gold                                                                   | 40.000   |
| Neuseeland (RMNZ)            | Gold                                                                   | 7.500    |
| Vereinigte Staaten (RIAA)    | Gold                                                                   | 500.000  |
| Vereinigtes Königreich (BPI) | Gold                                                                   | 100.000  |
| Insgesamt                    | 5× Gold · 1× Platin ·                                                  | 727.500  |

### Tattoos
| Land/Region                  | Auszeichnungen für Musikverkäufe (Land/Region, Auszeichnung, Verkäufe) | Verkäufe |
| ---------------------------- | ---------------------------------------------------------------------- | -------- |
| Australien (ARIA)            | Platin                                                                 | 70.000   |
| Dänemark (IFPI)              | Platin                                                                 | 20.000   |
| Deutschland (BVMI)           | Gold                                                                   | 100.000  |
| Kanada (MC)                  | Platin                                                                 | 80.000   |
| Neuseeland (RMNZ)            | Platin                                                                 | 15.000   |
| Schweden (IFPI)              | Gold                                                                   | 20.000   |
| Vereinigtes Königreich (BPI) | Gold                                                                   | 100.000  |
| Insgesamt                    | 3× Gold · 4× Platin ·                                                  | 405.000  |

### Talk Dirty
| Land/Region               | Auszeichnungen für Musikverkäufe (Land/Region, Auszeichnung, Verkäufe) | Verkäufe  |
| ------------------------- | ---------------------------------------------------------------------- | --------- |
| Vereinigte Staaten (RIAA) | Platin                                                                 | 1.000.000 |
| Insgesamt                 | 1× Platin ·                                                            | 1.000.000 |

### Everything Is 4
| Land/Region                  | Auszeichnungen für Musikverkäufe (Land/Region, Auszeichnung, Verkäufe) | Verkäufe |
| ---------------------------- | ---------------------------------------------------------------------- | -------- |
| Dänemark (IFPI)              | Platin                                                                 | 20.000   |
| Kanada (MC)                  | Platin                                                                 | 80.000   |
| Neuseeland (RMNZ)            | Platin                                                                 | 15.000   |
| Norwegen (IFPI)              | Gold                                                                   | 15.000   |
| Polen (ZPAV)                 | Gold                                                                   | 10.000   |
| Schweden (IFPI)              | Gold                                                                   | 20.000   |
| Vereinigte Staaten (RIAA)    | Gold                                                                   | 500.000  |
| Vereinigtes Königreich (BPI) | Silber                                                                 | 60.000   |
| Insgesamt                    | 1× Silber · 4× Gold · 3× Platin ·                                      | 720.000  |

### Platinum Hits
| Land/Region                  | Auszeichnungen für Musikverkäufe (Land/Region, Auszeichnung, Verkäufe) | Verkäufe |
| ---------------------------- | ---------------------------------------------------------------------- | -------- |
| Neuseeland (RMNZ)            | Platin                                                                 | 15.000   |
| Vereinigtes Königreich (BPI) | Platin                                                                 | 300.000  |
| Insgesamt                    | 2× Platin ·                                                            | 315.000  |

### Nu King
| Land/Region               | Auszeichnungen für Musikverkäufe (Land/Region, Auszeichnung, Verkäufe) | Verkäufe |
| ------------------------- | ---------------------------------------------------------------------- | -------- |
| Kanada (MC)               | Platin                                                                 | 80.000   |
| Niederlande (NVPI)        | Platin                                                                 | 30.000   |
| Vereinigte Staaten (RIAA) | Gold                                                                   | 500.000  |
| Insgesamt                 | 1× Gold · 2× Platin ·                                                  | 610.000  |

## Auszeichnungen nach Singles

### Whatcha Say
| Land/Region                  | Auszeichnungen für Musikverkäufe (Land/Region, Auszeichnung, Verkäufe) | Verkäufe  |
| ---------------------------- | ---------------------------------------------------------------------- | --------- |
| Australien (ARIA)            | 4× Platin                                                              | 280.000   |
| Dänemark (IFPI)              | Platin                                                                 | 90.000    |
| Deutschland (BVMI)           | Gold                                                                   | 150.000   |
| Frankreich (SNEP)            | Gold                                                                   | 100.000   |
| Italien (FIMI)               | Gold                                                                   | 50.000    |
| Japan (RIAJ)                 | Gold                                                                   | 100.000   |
| Kanada (MC)                  | 4× Platin                                                              | 320.000   |
| Neuseeland (RMNZ)            | 4× Platin                                                              | 120.000   |
| Österreich (IFPI)            | Gold                                                                   | 15.000    |
| Spanien (Promusicae)         | Gold                                                                   | 30.000    |
| Vereinigte Staaten (RIAA)    | 5× Platin                                                              | 5.000.000 |
| Vereinigtes Königreich (BPI) | 2× Platin                                                              | 1.200.000 |
| Insgesamt                    | 6× Gold · 20× Platin ·                                                 | 7.455.000 |

### In My Head
| Land/Region                  | Auszeichnungen für Musikverkäufe (Land/Region, Auszeichnung, Verkäufe) | Verkäufe  |
| ---------------------------- | ---------------------------------------------------------------------- | --------- |
| Australien (ARIA)            | 7× Platin                                                              | 490.000   |
| Dänemark (IFPI)              | Platin                                                                 | 90.000    |
| Deutschland (BVMI)           | Gold                                                                   | 150.000   |
| Kanada (MC)                  | 3× Platin                                                              | 240.000   |
| Neuseeland (RMNZ)            | Platin                                                                 | 15.000    |
| Österreich (IFPI)            | Gold                                                                   | 15.000    |
| Südkorea (KMCA)              | —                                                                      | 261.799   |
| Vereinigte Staaten (RIAA)    | 4× Platin                                                              | 4.000.000 |
| Vereinigtes Königreich (BPI) | Platin                                                                 | 600.000   |
| Insgesamt                    | 2× Gold · 17× Platin ·                                                 | 5.861.799 |

### Ridin’ Solo
| Land/Region                  | Auszeichnungen für Musikverkäufe (Land/Region, Auszeichnung, Verkäufe) | Verkäufe  |
| ---------------------------- | ---------------------------------------------------------------------- | --------- |
| Australien (ARIA)            | 5× Platin                                                              | 350.000   |
| Dänemark (IFPI)              | Gold                                                                   | 45.000    |
| Kanada (MC)                  | Platin                                                                 | 80.000    |
| Neuseeland (RMNZ)            | 2× Platin                                                              | 60.000    |
| Vereinigte Staaten (RIAA)    | 4× Platin                                                              | 4.000.000 |
| Vereinigtes Königreich (BPI) | 2× Platin                                                              | 1.200.000 |
| Insgesamt                    | 1× Gold · 14× Platin ·                                                 | 5.735.000 |

### What If
| Land/Region                  | Auszeichnungen für Musikverkäufe (Land/Region, Auszeichnung, Verkäufe) | Verkäufe |
| ---------------------------- | ---------------------------------------------------------------------- | -------- |
| Vereinigtes Königreich (BPI) | Silber                                                                 | 200.000  |
| Insgesamt                    | 1× Silber ·                                                            | 200.000  |

### The Sky’s the Limit
| Land/Region       | Auszeichnungen für Musikverkäufe (Land/Region, Auszeichnung, Verkäufe) | Verkäufe |
| ----------------- | ---------------------------------------------------------------------- | -------- |
| Australien (ARIA) | Platin                                                                 | 70.000   |
| Insgesamt         | 1× Platin ·                                                            | 70.000   |

### Don’t Wanna Go Home
| Land/Region                  | Auszeichnungen für Musikverkäufe (Land/Region, Auszeichnung, Verkäufe) | Verkäufe  |
| ---------------------------- | ---------------------------------------------------------------------- | --------- |
| Australien (ARIA)            | 5× Platin                                                              | 350.000   |
| Dänemark (IFPI)              | Gold                                                                   | 45.000    |
| Deutschland (BVMI)           | Gold                                                                   | 150.000   |
| Frankreich (SNEP)            | —                                                                      | 41.800    |
| Kanada (MC)                  | Platin                                                                 | 80.000    |
| Österreich (IFPI)            | Gold                                                                   | 15.000    |
| Schweiz (IFPI)               | Gold                                                                   | 15.000    |
| Vereinigte Staaten (RIAA)    | Platin                                                                 | 1.000.000 |
| Vereinigtes Königreich (BPI) | Platin                                                                 | 600.000   |
| Insgesamt                    | 4× Gold · 8× Platin ·                                                  | 2.296.800 |

### It Girl
| Land/Region                  | Auszeichnungen für Musikverkäufe (Land/Region, Auszeichnung, Verkäufe) | Verkäufe  |
| ---------------------------- | ---------------------------------------------------------------------- | --------- |
| Australien (ARIA)            | 6× Platin                                                              | 420.000   |
| Italien (FIMI)               | Gold                                                                   | 15.000    |
| Neuseeland (RMNZ)            | Gold                                                                   | 7.500     |
| Vereinigte Staaten (RIAA)    | Platin                                                                 | 1.000.000 |
| Vereinigtes Königreich (BPI) | Platin                                                                 | 600.000   |
| Insgesamt                    | 2× Gold · 8× Platin ·                                                  | 2.042.500 |

### Breathing
| Land/Region        | Auszeichnungen für Musikverkäufe (Land/Region, Auszeichnung, Verkäufe) | Verkäufe |
| ------------------ | ---------------------------------------------------------------------- | -------- |
| Australien (ARIA)  | 2× Platin                                                              | 140.000  |
| Deutschland (BVMI) | Gold                                                                   | 150.000  |
| Österreich (IFPI)  | Gold                                                                   | 15.000   |
| Schweiz (IFPI)     | Gold                                                                   | 15.000   |
| Insgesamt          | 3× Gold · 2× Platin ·                                                  | 320.000  |

### Fight for You
| Land/Region       | Auszeichnungen für Musikverkäufe (Land/Region, Auszeichnung, Verkäufe) | Verkäufe |
| ----------------- | ---------------------------------------------------------------------- | -------- |
| Australien (ARIA) | 3× Platin                                                              | 210.000  |
| Insgesamt         | 3× Platin ·                                                            | 210.000  |

### The Other Side
| Land/Region                  | Auszeichnungen für Musikverkäufe (Land/Region, Auszeichnung, Verkäufe) | Verkäufe  |
| ---------------------------- | ---------------------------------------------------------------------- | --------- |
| Australien (ARIA)            | 3× Platin                                                              | 210.000   |
| Kanada (MC)                  | Platin                                                                 | 8.000     |
| Neuseeland (RMNZ)            | Platin                                                                 | 15.000    |
| Norwegen (IFPI)              | Gold                                                                   | 5.000     |
| Schweden (IFPI)              | Gold                                                                   | 20.000    |
| Vereinigte Staaten (RIAA)    | Platin                                                                 | 1.000.000 |
| Vereinigtes Königreich (BPI) | Platin                                                                 | 600.000   |
| Insgesamt                    | 2× Gold · 7× Platin ·                                                  | 1.930.000 |

### Talk Dirty
| Land/Region                  | Auszeichnungen für Musikverkäufe (Land/Region, Auszeichnung, Verkäufe) | Verkäufe  |
| ---------------------------- | ---------------------------------------------------------------------- | --------- |
| Australien (ARIA)            | 7× Platin                                                              | 490.000   |
| Belgien (BRMA)               | Gold                                                                   | 15.000    |
| Deutschland (BVMI)           | Platin                                                                 | 300.000   |
| Frankreich (SNEP)            | —                                                                      | 50.500    |
| Irland (IRMA)                | 3× Platin                                                              | 45.000    |
| Italien (FIMI)               | 2× Platin                                                              | 60.000    |
| Kanada (MC)                  | 5× Platin                                                              | 400.000   |
| Mexiko (AMPROFON)            | Gold                                                                   | 30.000    |
| Neuseeland (RMNZ)            | 3× Platin                                                              | 90.000    |
| Norwegen (IFPI)              | 6× Platin                                                              | 60.000    |
| Österreich (IFPI)            | Gold                                                                   | 15.000    |
| Schweden (IFPI)              | 2× Platin                                                              | 80.000    |
| Schweiz (IFPI)               | Platin                                                                 | 30.000    |
| Spanien (Promusicae)         | Platin                                                                 | 60.000    |
| Vereinigte Staaten (RIAA)    | 4× Platin                                                              | 4.000.000 |
| Vereinigtes Königreich (BPI) | 2× Platin                                                              | 1.200.000 |
| Insgesamt                    | 3× Gold · 37× Platin ·                                                 | 6.925.500 |

### Marry Me
| Land/Region                  | Auszeichnungen für Musikverkäufe (Land/Region, Auszeichnung, Verkäufe) | Verkäufe  |
| ---------------------------- | ---------------------------------------------------------------------- | --------- |
| Australien (ARIA)            | 3× Platin                                                              | 210.000   |
| Kanada (MC)                  | Gold                                                                   | 40.000    |
| Neuseeland (RMNZ)            | Platin                                                                 | 30.000    |
| Norwegen (IFPI)              | Platin                                                                 | 10.000    |
| Vereinigte Staaten (RIAA)    | Platin                                                                 | 1.000.000 |
| Vereinigtes Königreich (BPI) | Silber                                                                 | 200.000   |
| Insgesamt                    | 1× Silber · 1× Gold · 6× Platin ·                                      | 1.490.000 |

### Trumpets
| Land/Region                  | Auszeichnungen für Musikverkäufe (Land/Region, Auszeichnung, Verkäufe) | Verkäufe  |
| ---------------------------- | ---------------------------------------------------------------------- | --------- |
| Australien (ARIA)            | 7× Platin                                                              | 490.000   |
| Deutschland (BVMI)           | Gold                                                                   | 150.000   |
| Italien (FIMI)               | Gold                                                                   | 15.000    |
| Kanada (MC)                  | Platin                                                                 | 80.000    |
| Neuseeland (RMNZ)            | 3× Platin                                                              | 90.000    |
| Norwegen (IFPI)              | Platin                                                                 | 10.000    |
| Schweden (IFPI)              | Gold                                                                   | 20.000    |
| Spanien (Promusicae)         | Platin                                                                 | 40.000    |
| Vereinigte Staaten (RIAA)    | 2× Platin                                                              | 2.000.000 |
| Vereinigtes Königreich (BPI) | 2× Platin                                                              | 1.200.000 |
| Insgesamt                    | 3× Gold · 17× Platin ·                                                 | 2.265.000 |

### Stupid Love
| Land/Region       | Auszeichnungen für Musikverkäufe (Land/Region, Auszeichnung, Verkäufe) | Verkäufe |
| ----------------- | ---------------------------------------------------------------------- | -------- |
| Australien (ARIA) | Platin                                                                 | 70.000   |
| Insgesamt         | 1× Platin ·                                                            | 70.000   |

### Wiggle
| Land/Region                  | Auszeichnungen für Musikverkäufe (Land/Region, Auszeichnung, Verkäufe) | Verkäufe  |
| ---------------------------- | ---------------------------------------------------------------------- | --------- |
| Australien (ARIA)            | 3× Platin                                                              | 210.000   |
| Belgien (BRMA)               | Gold                                                                   | 15.000    |
| Deutschland (BVMI)           | Gold                                                                   | 150.000   |
| Frankreich (SNEP)            | —                                                                      | 61.800    |
| Italien (FIMI)               | Platin                                                                 | 30.000    |
| Kanada (MC)                  | 2× Platin                                                              | 160.000   |
| Neuseeland (RMNZ)            | Platin                                                                 | 15.000    |
| Österreich (IFPI)            | Gold                                                                   | 15.000    |
| Schweiz (IFPI)               | Gold                                                                   | 15.000    |
| Spanien (Promusicae)         | Platin                                                                 | 40.000    |
| Vereinigte Staaten (RIAA)    | 3× Platin                                                              | 3.000.000 |
| Vereinigtes Königreich (BPI) | Platin                                                                 | 600.000   |
| Insgesamt                    | 4× Gold · 12× Platin ·                                                 | 4.311.800 |

### Want to Want Me
| Land/Region                  | Auszeichnungen für Musikverkäufe (Land/Region, Auszeichnung, Verkäufe) | Verkäufe  |
| ---------------------------- | ---------------------------------------------------------------------- | --------- |
| Australien (ARIA)            | 5× Platin                                                              | 350.000   |
| Belgien (BRMA)               | Gold                                                                   | 15.000    |
| Dänemark (IFPI)              | 3× Platin                                                              | 270.000   |
| Deutschland (BVMI)           | 3× Gold                                                                | 600.000   |
| Frankreich (SNEP)            | Gold                                                                   | 75.000    |
| Italien (FIMI)               | 4× Platin                                                              | 200.000   |
| Kanada (MC)                  | 5× Platin                                                              | 400.000   |
| Mexiko (AMPROFON)            | Gold                                                                   | 30.000    |
| Neuseeland (RMNZ)            | 4× Platin                                                              | 120.000   |
| Norwegen (IFPI)              | 2× Platin                                                              | 80.000    |
| Österreich (IFPI)            | Gold                                                                   | 15.000    |
| Polen (ZPAV)                 | Platin                                                                 | 50.000    |
| Portugal (AFP)               | Gold                                                                   | 5.000     |
| Schweden (IFPI)              | 3× Platin                                                              | 120.000   |
| Schweiz (IFPI)               | Platin                                                                 | 30.000    |
| Spanien (Promusicae)         | 2× Platin                                                              | 80.000    |
| Vereinigte Staaten (RIAA)    | 4× Platin                                                              | 4.000.000 |
| Vereinigtes Königreich (BPI) | 3× Platin                                                              | 1.800.000 |
| Insgesamt                    | 6× Gold · 38× Platin ·                                                 | 8.300.000 |

### Cheyenne
| Land/Region       | Auszeichnungen für Musikverkäufe (Land/Region, Auszeichnung, Verkäufe) | Verkäufe |
| ----------------- | ---------------------------------------------------------------------- | -------- |
| Australien (ARIA) | Platin                                                                 | 70.000   |
| Insgesamt         | 1× Platin ·                                                            | 70.000   |

### Try Me
| Land/Region        | Auszeichnungen für Musikverkäufe (Land/Region, Auszeichnung, Verkäufe) | Verkäufe |
| ------------------ | ---------------------------------------------------------------------- | -------- |
| Dänemark (IFPI)    | Platin                                                                 | 60.000   |
| Deutschland (BVMI) | Gold                                                                   | 200.000  |
| Neuseeland (RMNZ)  | Gold                                                                   | 7.500    |
| Norwegen (IFPI)    | 2× Platin                                                              | 80.000   |
| Schweden (IFPI)    | Platin                                                                 | 40.000   |
| Insgesamt          | 2× Gold · 4× Platin ·                                                  | 387.500  |

### Get Ugly
| Land/Region                  | Auszeichnungen für Musikverkäufe (Land/Region, Auszeichnung, Verkäufe) | Verkäufe  |
| ---------------------------- | ---------------------------------------------------------------------- | --------- |
| Australien (ARIA)            | Platin                                                                 | 70.000    |
| Deutschland (BVMI)           | Gold                                                                   | 200.000   |
| Neuseeland (RMNZ)            | Gold                                                                   | 15.000    |
| Polen (ZPAV)                 | Gold                                                                   | 10.000    |
| Vereinigte Staaten (RIAA)    | Gold                                                                   | 500.000   |
| Vereinigtes Königreich (BPI) | Platin                                                                 | 600.000   |
| Insgesamt                    | 4× Gold · 2× Platin ·                                                  | 1.395.000 |

### Follow Me
| Land/Region        | Auszeichnungen für Musikverkäufe (Land/Region, Auszeichnung, Verkäufe) | Verkäufe |
| ------------------ | ---------------------------------------------------------------------- | -------- |
| Australien (ARIA)  | Gold                                                                   | 35.000   |
| Niederlande (NVPI) | Gold                                                                   | 15.000   |
| Insgesamt          | 2× Gold ·                                                              | 50.000   |

### Secret Love Song
| Land/Region                  | Auszeichnungen für Musikverkäufe (Land/Region, Auszeichnung, Verkäufe) | Verkäufe  |
| ---------------------------- | ---------------------------------------------------------------------- | --------- |
| Australien (ARIA)            | 2× Platin                                                              | 140.000   |
| Brasilien (PMB)              | Platin                                                                 | 60.000    |
| Dänemark (IFPI)              | Gold                                                                   | 45.000    |
| Irland (IRMA)                | Platin                                                                 | 15.000    |
| Neuseeland (RMNZ)            | 3× Platin                                                              | 90.000    |
| Polen (ZPAV)                 | Gold                                                                   | 25.000    |
| Vereinigtes Königreich (BPI) | 3× Platin                                                              | 1.800.000 |
| Insgesamt                    | 2× Gold · 10× Platin ·                                                 | 2.175.000 |

### If It Ain’t Love
| Land/Region                  | Auszeichnungen für Musikverkäufe (Land/Region, Auszeichnung, Verkäufe) | Verkäufe |
| ---------------------------- | ---------------------------------------------------------------------- | -------- |
| Australien (ARIA)            | Platin                                                                 | 70.000   |
| Dänemark (IFPI)              | Platin                                                                 | 90.000   |
| Italien (FIMI)               | Gold                                                                   | 25.000   |
| Vereinigtes Königreich (BPI) | Silber                                                                 | 200.000  |
| Insgesamt                    | 1× Silber · 1× Gold · 2× Platin ·                                      | 385.000  |

### Kiss The Sky
| Land/Region    | Auszeichnungen für Musikverkäufe (Land/Region, Auszeichnung, Verkäufe) | Verkäufe |
| -------------- | ---------------------------------------------------------------------- | -------- |
| Italien (FIMI) | Gold                                                                   | 25.000   |
| Insgesamt      | 1× Gold ·                                                              | 25.000   |

### Swalla
| Land/Region                  | Auszeichnungen für Musikverkäufe (Land/Region, Auszeichnung, Verkäufe) | Verkäufe  |
| ---------------------------- | ---------------------------------------------------------------------- | --------- |
| Australien (ARIA)            | 3× Platin                                                              | 210.000   |
| Belgien (BRMA)               | Platin                                                                 | 30.000    |
| Brasilien (PMB)              | Diamant                                                                | 160.000   |
| Dänemark (IFPI)              | Platin                                                                 | 90.000    |
| Deutschland (BVMI)           | 2× Platin                                                              | 800.000   |
| Frankreich (SNEP)            | Diamant                                                                | 233.333   |
| Italien (FIMI)               | 3× Platin                                                              | 150.000   |
| Kanada (MC)                  | 6× Platin                                                              | 480.000   |
| Neuseeland (RMNZ)            | 3× Platin                                                              | 90.000    |
| Niederlande (NVPI)           | 3× Platin                                                              | 120.000   |
| Österreich (IFPI)            | 2× Platin                                                              | 60.000    |
| Polen (ZPAV)                 | 2× Platin                                                              | 100.000   |
| Portugal (AFP)               | 2× Platin                                                              | 20.000    |
| Spanien (Promusicae)         | 3× Platin                                                              | 120.000   |
| Vereinigte Staaten (RIAA)    | 2× Platin                                                              | 2.000.000 |
| Vereinigtes Königreich (BPI) | 2× Platin                                                              | 1.500.000 |
| Insgesamt                    | 35× Platin · 2× Diamant ·                                              | 6.263.333 |

### If I’m Lucky
| Land/Region                  | Auszeichnungen für Musikverkäufe (Land/Region, Auszeichnung, Verkäufe) | Verkäufe |
| ---------------------------- | ---------------------------------------------------------------------- | -------- |
| Deutschland (BVMI)           | Gold                                                                   | 200.000  |
| Neuseeland (RMNZ)            | Gold                                                                   | 15.000   |
| Niederlande (NVPI)           | Gold                                                                   | 40.000   |
| Vereinigtes Königreich (BPI) | Silber                                                                 | 200.000  |
| Insgesamt                    | 1× Silber · 3× Gold ·                                                  | 455.000  |

### Tip Toe
| Land/Region                  | Auszeichnungen für Musikverkäufe (Land/Region, Auszeichnung, Verkäufe) | Verkäufe  |
| ---------------------------- | ---------------------------------------------------------------------- | --------- |
| Australien (ARIA)            | Platin                                                                 | 70.000    |
| Dänemark (IFPI)              | Gold                                                                   | 45.000    |
| Deutschland (BVMI)           | Platin                                                                 | 400.000   |
| Kanada (MC)                  | 2× Platin                                                              | 160.000   |
| Neuseeland (RMNZ)            | Platin                                                                 | 30.000    |
| Niederlande (NVPI)           | Gold                                                                   | 40.000    |
| Österreich (IFPI)            | Platin                                                                 | 30.000    |
| Spanien (Promusicae)         | Gold                                                                   | 30.000    |
| Vereinigte Staaten (RIAA)    | Gold                                                                   | 500.000   |
| Vereinigtes Königreich (BPI) | Platin                                                                 | 600.000   |
| Insgesamt                    | 4× Gold · 7× Platin ·                                                  | 1.905.000 |

### Colors
| Land/Region                  | Auszeichnungen für Musikverkäufe (Land/Region, Auszeichnung, Verkäufe) | Verkäufe |
| ---------------------------- | ---------------------------------------------------------------------- | -------- |
| Vereinigtes Königreich (BPI) | Silber                                                                 | 200.000  |
| Insgesamt                    | 1× Silber ·                                                            | 200.000  |

### 1, 2, 3
| Land/Region                  | Auszeichnungen für Musikverkäufe (Land/Region, Auszeichnung, Verkäufe) | Verkäufe  |
| ---------------------------- | ---------------------------------------------------------------------- | --------- |
| Argentinien (CAPIF)          | Platin                                                                 | 20.000    |
| Chile (IFPI)                 | Gold                                                                   | 40.000    |
| Dänemark (IFPI)              | Gold                                                                   | 45.000    |
| Frankreich (SNEP)            | Platin                                                                 | 200.000   |
| Italien (FIMI)               | Gold                                                                   | 25.000    |
| Kolumbien (ASINCOL)          | 2× Platin                                                              | 20.000    |
| Mexiko (AMPROFON)            | Gold                                                                   | 30.000    |
| Polen (ZPAV)                 | 2× Platin                                                              | 100.000   |
| Portugal (AFP)               | Gold                                                                   | 5.000     |
| Spanien (Promusicae)         | 4× Platin                                                              | 240.000   |
| Vereinigte Staaten (RIAA)    | 11× Platin                                                             | 660.000   |
| Vereinigtes Königreich (BPI) | Silber                                                                 | 200.000   |
| Insgesamt                    | 1× Silber · 5× Gold · 11× Platin · 1× Diamant ·                        | 1.585.000 |

### Goodbye
| Land/Region                  | Auszeichnungen für Musikverkäufe (Land/Region, Auszeichnung, Verkäufe) | Verkäufe  |
| ---------------------------- | ---------------------------------------------------------------------- | --------- |
| Australien (ARIA)            | Platin                                                                 | 70.000    |
| Frankreich (SNEP)            | Gold                                                                   | 100.000   |
| Italien (FIMI)               | Gold                                                                   | 25.000    |
| Kanada (MC)                  | Platin                                                                 | 80.000    |
| Neuseeland (RMNZ)            | Gold                                                                   | 15.000    |
| Österreich (IFPI)            | Gold                                                                   | 15.000    |
| Polen (ZPAV)                 | Gold                                                                   | 10.000    |
| Spanien (Promusicae)         | Gold                                                                   | 30.000    |
| Vereinigte Staaten (RIAA)    | Gold                                                                   | 500.000   |
| Vereinigtes Königreich (BPI) | Gold                                                                   | 400.000   |
| Insgesamt                    | 8× Gold · 2× Platin ·                                                  | 1.245.000 |

### Savage Love (Laxed – Siren Beat)
| Land/Region                  | Auszeichnungen für Musikverkäufe (Land/Region, Auszeichnung, Verkäufe) | Verkäufe  |
| ---------------------------- | ---------------------------------------------------------------------- | --------- |
| Australien (ARIA)            | 5× Platin                                                              | 350.000   |
| Belgien (BRMA)               | Platin                                                                 | 40.000    |
| Dänemark (IFPI)              | 2× Platin                                                              | 180.000   |
| Deutschland (BVMI)           | 2× Platin                                                              | 800.000   |
| Finnland (IFPI)              | Gold                                                                   | 20.000    |
| Frankreich (SNEP)            | Diamant                                                                | 333.333   |
| Griechenland (IFPI)          | Gold                                                                   | 10.000    |
| Irland (IRMA)                | 2× Platin                                                              | 30.000    |
| Italien (FIMI)               | 3× Platin                                                              | 210.000   |
| Kanada (MC)                  | 4× Platin                                                              | 320.000   |
| Malaysia (RIM)               | Platin                                                                 | 200.000   |
| Mexiko (AMPROFON)            | 5× Gold                                                                | 150.000   |
| Neuseeland (RMNZ)            | 6× Platin                                                              | 180.000   |
| Norwegen (IFPI)              | 2× Platin                                                              | 120.000   |
| Österreich (IFPI)            | 3× Platin                                                              | 90.000    |
| Polen (ZPAV)                 | 3× Platin                                                              | 60.000    |
| Portugal (AFP)               | 2× Platin                                                              | 20.000    |
| Schweden (IFPI)              | 2× Platin                                                              | 160.000   |
| Schweiz (IFPI)               | 2× Platin                                                              | 40.000    |
| Singapur (RIAS)              | Platin                                                                 | 10.000    |
| Spanien (Promusicae)         | Platin                                                                 | 40.000    |
| Südafrika (RISA)             | Gold                                                                   | 10.000    |
| Vereinigte Staaten (RIAA)    | 4× Platin                                                              | 4.000.000 |
| Vereinigtes Königreich (BPI) | 2× Platin                                                              | 1.200.000 |
| Insgesamt                    | 4× Gold · 50× Platin · 1× Diamant ·                                    | 8.573.333 |

### Coño
| Land/Region                  | Auszeichnungen für Musikverkäufe (Land/Region, Auszeichnung, Verkäufe) | Verkäufe |
| ---------------------------- | ---------------------------------------------------------------------- | -------- |
| Deutschland (BVMI)           | Gold                                                                   | 200.000  |
| Frankreich (SNEP)            | Gold                                                                   | 100.000  |
| Italien (FIMI)               | Gold                                                                   | 35.000   |
| Kanada (MC)                  | 3× Platin                                                              | 240.000  |
| Österreich (IFPI)            | Gold                                                                   | 15.000   |
| Vereinigtes Königreich (BPI) | Silber                                                                 | 200.000  |
| Insgesamt                    | 1× Silber · 4× Gold · 3× Platin ·                                      | 790.000  |

### Don’t Cry for Me
| Land/Region     | Auszeichnungen für Musikverkäufe (Land/Region, Auszeichnung, Verkäufe) | Verkäufe |
| --------------- | ---------------------------------------------------------------------- | -------- |
| Brasilien (PMB) | Diamant                                                                | 300.000  |
| Insgesamt       | 1× Diamant ·                                                           | 300.000  |

### Take You Dancing
| Land/Region                  | Auszeichnungen für Musikverkäufe (Land/Region, Auszeichnung, Verkäufe) | Verkäufe  |
| ---------------------------- | ---------------------------------------------------------------------- | --------- |
| Australien (ARIA)            | 4× Platin                                                              | 280.000   |
| Belgien (BRMA)               | Gold                                                                   | 20.000    |
| Brasilien (PMB)              | 2× Platin                                                              | 80.000    |
| Dänemark (IFPI)              | Platin                                                                 | 90.000    |
| Deutschland (BVMI)           | Platin                                                                 | 400.000   |
| Frankreich (SNEP)            | Platin                                                                 | 200.000   |
| Italien (FIMI)               | Platin                                                                 | 70.000    |
| Kanada (MC)                  | 4× Platin                                                              | 320.000   |
| Neuseeland (RMNZ)            | Platin                                                                 | 30.000    |
| Österreich (IFPI)            | 2× Platin                                                              | 60.000    |
| Polen (ZPAV)                 | 3× Platin                                                              | 150.000   |
| Portugal (AFP)               | Platin                                                                 | 10.000    |
| Spanien (Promusicae)         | Platin                                                                 | 60.000    |
| Vereinigte Staaten (RIAA)    | Platin                                                                 | 1.000.000 |
| Vereinigtes Königreich (BPI) | Platin                                                                 | 600.000   |
| Insgesamt                    | 1× Gold · 24× Platin ·                                                 | 3.370.000 |

### Love Not War (The Tampa Beat)
| Land/Region                  | Auszeichnungen für Musikverkäufe (Land/Region, Auszeichnung, Verkäufe) | Verkäufe  |
| ---------------------------- | ---------------------------------------------------------------------- | --------- |
| Australien (ARIA)            | Platin                                                                 | 70.000    |
| Belgien (BRMA)               | Gold                                                                   | 20.000    |
| Dänemark (IFPI)              | Gold                                                                   | 45.000    |
| Deutschland (BVMI)           | Platin                                                                 | 400.000   |
| Frankreich (SNEP)            | Platin                                                                 | 200.000   |
| Italien (FIMI)               | Gold                                                                   | 35.000    |
| Kanada (MC)                  | Platin                                                                 | 80.000    |
| Österreich (IFPI)            | 2× Platin                                                              | 60.000    |
| Polen (ZPAV)                 | Platin                                                                 | 20.000    |
| Schweiz (IFPI)               | Platin                                                                 | 20.000    |
| Spanien (Promusicae)         | Gold                                                                   | 30.000    |
| Vereinigtes Königreich (BPI) | Silber                                                                 | 200.000   |
| Insgesamt                    | 1× Silber · 4× Gold · 8× Platin ·                                      | 1.180.000 |

### Lifestyle
| Land/Region        | Auszeichnungen für Musikverkäufe (Land/Region, Auszeichnung, Verkäufe) | Verkäufe |
| ------------------ | ---------------------------------------------------------------------- | -------- |
| Kanada (MC)        | Platin                                                                 | 80.000   |
| Niederlande (NVPI) | Gold                                                                   | 40.000   |
| Polen (ZPAV)       | Gold                                                                   | 25.000   |
| Insgesamt          | 2× Gold · 1× Platin ·                                                  | 145.000  |

### Jalebi Baby
| Land/Region  | Auszeichnungen für Musikverkäufe (Land/Region, Auszeichnung, Verkäufe) | Verkäufe |
| ------------ | ---------------------------------------------------------------------- | -------- |
| Kanada (MC)  | 2× Platin                                                              | 160.000  |
| Polen (ZPAV) | 2× Platin                                                              | 100.000  |
| Insgesamt    | 4× Platin ·                                                            | 260.000  |

### Acapulco
| Land/Region                  | Auszeichnungen für Musikverkäufe (Land/Region, Auszeichnung, Verkäufe) | Verkäufe  |
| ---------------------------- | ---------------------------------------------------------------------- | --------- |
| Australien (ARIA)            | Platin                                                                 | 70.000    |
| Brasilien (PMB)              | Gold                                                                   | 20.000    |
| Dänemark (IFPI)              | Gold                                                                   | 45.000    |
| Deutschland (BVMI)           | Platin                                                                 | 400.000   |
| Frankreich (SNEP)            | Diamant                                                                | 333.333   |
| Italien (FIMI)               | Platin                                                                 | 100.000   |
| Kanada (MC)                  | 2× Platin                                                              | 160.000   |
| Österreich (IFPI)            | 3× Platin                                                              | 90.000    |
| Polen (ZPAV)                 | Platin                                                                 | 50.000    |
| Portugal (AFP)               | Gold                                                                   | 5.000     |
| Spanien (Promusicae)         | Gold                                                                   | 30.000    |
| Vereinigtes Königreich (BPI) | Silber                                                                 | 200.000   |
| Insgesamt                    | 1× Silber · 4× Gold · 9× Platin · 1× Diamant ·                         | 1.503.333 |

### When Love Sucks
| Land/Region       | Auszeichnungen für Musikverkäufe (Land/Region, Auszeichnung, Verkäufe) | Verkäufe |
| ----------------- | ---------------------------------------------------------------------- | -------- |
| Frankreich (SNEP) | Gold                                                                   | 100.000  |
| Insgesamt         | 1× Gold ·                                                              | 100.000  |

### Give You Love
| Land/Region       | Auszeichnungen für Musikverkäufe (Land/Region, Auszeichnung, Verkäufe) | Verkäufe |
| ----------------- | ---------------------------------------------------------------------- | -------- |
| Australien (ARIA) | Gold                                                                   | 35.000   |
| Insgesamt         | 1× Gold ·                                                              | 35.000   |

## Auszeichnungen nach Autorenbeteiligungen

### Replay(Iyaz)
| Land/Region                  | Auszeichnungen für Musikverkäufe (Land/Region, Auszeichnung, Verkäufe) | Verkäufe  |
| ---------------------------- | ---------------------------------------------------------------------- | --------- |
| Australien (ARIA)            | 3× Platin                                                              | 210.000   |
| Belgien (BRMA)               | Gold                                                                   | 15.000    |
| Dänemark (IFPI)              | 2× Platin                                                              | 180.000   |
| Deutschland (BVMI)           | 2× Platin                                                              | 600.000   |
| Italien (FIMI)               | Platin                                                                 | 30.000    |
| Japan (RIAJ)                 | Gold                                                                   | 100.000   |
| Neuseeland (RMNZ)            | Platin                                                                 | 15.000    |
| Österreich (IFPI)            | Gold                                                                   | 15.000    |
| Spanien (Promusicae)         | Platin                                                                 | 60.000    |
| Vereinigte Staaten (RIAA)    | 3× Platin                                                              | 3.000.000 |
| Vereinigtes Königreich (BPI) | 2× Platin                                                              | 1.200.000 |
| Insgesamt                    | 3× Gold · 15× Platin ·                                                 | 5.425.000 |

### Solo (Iyaz)
| Land/Region                  | Auszeichnungen für Musikverkäufe (Land/Region, Auszeichnung, Verkäufe) | Verkäufe |
| ---------------------------- | ---------------------------------------------------------------------- | -------- |
| Vereinigte Staaten (RIAA)    | Gold                                                                   | 500.000  |
| Vereinigtes Königreich (BPI) | Silber                                                                 | 200.000  |
| Insgesamt                    | 1× Silber · 1× Gold ·                                                  | 700.000  |

### Me Too(Meghan Trainor)
| Land/Region                  | Auszeichnungen für Musikverkäufe (Land/Region, Auszeichnung, Verkäufe) | Verkäufe  |
| ---------------------------- | ---------------------------------------------------------------------- | --------- |
| Australien (ARIA)            | 6× Platin                                                              | 420.000   |
| Brasilien (PMB)              | 2× Platin                                                              | 120.000   |
| Dänemark (IFPI)              | Gold                                                                   | 45.000    |
| Deutschland (BVMI)           | Gold                                                                   | 200.000   |
| Frankreich (SNEP)            | Gold                                                                   | 100.000   |
| Kanada (MC)                  | 4× Platin                                                              | 320.000   |
| Mexiko (AMPROFON)            | 3× Gold                                                                | 90.000    |
| Polen (ZPAV)                 | Platin                                                                 | 50.000    |
| Schweden (IFPI)              | Gold                                                                   | 40.000    |
| Vereinigte Staaten (RIAA)    | 3× Platin                                                              | 3.000.000 |
| Vereinigtes Königreich (BPI) | Gold                                                                   | 400.000   |
| Insgesamt                    | 6× Gold · 17× Platin ·                                                 | 4.815.000 |

## Auszeichnungen nach Musikstreamings

### It Girl
| Land/Region     | Auszeichnungen für Musikverkäufe (Land/Region, Auszeichnung, Verkäufe) | Verkäufe |
| --------------- | ---------------------------------------------------------------------- | -------- |
| Dänemark (IFPI) | Platin                                                                 | 900.000  |
| Insgesamt       | 1× Platin ·                                                            | 900.000  |

### Fight for You
| Land/Region     | Auszeichnungen für Musikverkäufe (Land/Region, Auszeichnung, Verkäufe) | Verkäufe |
| --------------- | ---------------------------------------------------------------------- | -------- |
| Dänemark (IFPI) | Gold                                                                   | 450.000  |
| Insgesamt       | 1× Gold ·                                                              | 450.000  |

### The Other Side
| Land/Region     | Auszeichnungen für Musikverkäufe (Land/Region, Auszeichnung, Verkäufe) | Verkäufe |
| --------------- | ---------------------------------------------------------------------- | -------- |
| Dänemark (IFPI) | Gold                                                                   | 900.000  |
| Insgesamt       | 1× Gold ·                                                              | 900.000  |

### Talk Dirty
| Land/Region          | Auszeichnungen für Musikverkäufe (Land/Region, Auszeichnung, Verkäufe) | Verkäufe   |
| -------------------- | ---------------------------------------------------------------------- | ---------- |
| Dänemark (IFPI)      | 3× Platin                                                              | 5.400.000  |
| Spanien (Promusicae) | Platin                                                                 | 8.000.000  |
| Insgesamt            | 4× Platin ·                                                            | 13.400.000 |

### Marry Me
| Land/Region     | Auszeichnungen für Musikverkäufe (Land/Region, Auszeichnung, Verkäufe) | Verkäufe |
| --------------- | ---------------------------------------------------------------------- | -------- |
| Dänemark (IFPI) | Gold                                                                   | 900.000  |
| Insgesamt       | 1× Gold ·                                                              | 900.000  |

### Trumpets
| Land/Region          | Auszeichnungen für Musikverkäufe (Land/Region, Auszeichnung, Verkäufe) | Verkäufe   |
| -------------------- | ---------------------------------------------------------------------- | ---------- |
| Dänemark (IFPI)      | 2× Platin                                                              | 5.200.000  |
| Spanien (Promusicae) | Platin                                                                 | 8.000.000  |
| Insgesamt            | 3× Platin ·                                                            | 13.200.000 |

### Wiggle
| Land/Region          | Auszeichnungen für Musikverkäufe (Land/Region, Auszeichnung, Verkäufe) | Verkäufe   |
| -------------------- | ---------------------------------------------------------------------- | ---------- |
| Dänemark (IFPI)      | 2× Platin                                                              | 5.200.000  |
| Spanien (Promusicae) | Platin                                                                 | 8.000.000  |
| Insgesamt            | 3× Platin ·                                                            | 13.200.000 |

### Savage Love (Laxed – Siren Beat)
| Land/Region     | Auszeichnungen für Musikverkäufe (Land/Region, Auszeichnung, Verkäufe) | Verkäufe    |
| --------------- | ---------------------------------------------------------------------- | ----------- |
| Südkorea (KMCA) | Platin                                                                 | 100.000.000 |
| Insgesamt       | 1× Platin ·                                                            | 100.000.000 |

## Statistik und Quellen
| Land/RegionAuszeichnungen für Musikverkäufe (Land/Region, Auszeichnungen, Verkäufe, Quellen) | Silber       | Gold         | Platin         | Diamant     | Verkäufe   | Quellen                 |
| -------------------------------------------------------------------------------------------- | ------------ | ------------ | -------------- | ----------- | ---------- | ----------------------- |
| Argentinien (CAPIF)                                                                          | —            | —            | Platin1        | —           | 20.000     | Einzelnachweise         |
| Australien (ARIA)                                                                            | —            | 3× Gold3     | 94× Platin94   | —           | 6.685.000  | aria.com.au             |
| Belgien (BRMA)                                                                               | —            | 6× Gold6     | 2× Platin2     | —           | 170.000    | ultratop.be             |
| Brasilien (PMB)                                                                              | —            | Gold1        | 5× Platin5     | 2× Diamant2 | 720.000    | pro-musicabr.org.br BR2 |
| Chile (IFPI)                                                                                 | —            | Gold1        | —              | —           | 40.000     | Einzelnachweise         |
| Dänemark (IFPI)                                                                              | —            | 12× Gold12   | 24× Platin24   | —           | 1.630.000  | ifpi.dk                 |
| Deutschland (BVMI)                                                                           | —            | 14× Gold14   | 12× Platin12   | —           | 6.700.000  | musikindustrie.de       |
| Finnland (IFPI)                                                                              | —            | Gold1        | —              | —           | 20.000     | Einzelnachweise         |
| Frankreich (SNEP)                                                                            | —            | 6× Gold6     | 3× Platin3     | 3× Diamant3 | 2.229.099  | snepmusique.com         |
| Griechenland (IFPI)                                                                          | —            | Gold1        | —              | —           | 10.000     | Einzelnachweise         |
| Irland (IRMA)                                                                                | —            | Gold1        | 6× Platin6     | —           | 97.500     | irishcharts.ie          |
| Italien (FIMI)                                                                               | —            | 9× Gold9     | 16× Platin16   | —           | 1.100.000  | fimi.it                 |
| Japan (RIAJ)                                                                                 | —            | 2× Gold2     | —              | —           | 200.000    | riaj.or.jp              |
| Kanada (MC)                                                                                  | —            | 2× Gold2     | 57× Platin57   | —           | 4.300.000  | musiccanada.com         |
| Kolumbien (ASINCOL)                                                                          | —            | —            | 2× Platin2     | —           | 20.000     | Einzelnachweise         |
| Malaysia (RIM)                                                                               | —            | —            | Platin1        | —           | 200.000    | Einzelnachweise         |
| Mexiko (AMPROFON)                                                                            | —            | 5× Gold5     | 3× Platin3     | —           | 300.000    | amprofon.com.mx         |
| Neuseeland (RMNZ)                                                                            | —            | 6× Gold6     | 38× Platin38   | —           | 1.087.500  | radioscope.co.nz NZ2    |
| Niederlande (NVPI)                                                                           | —            | 4× Gold4     | 4× Platin4     | —           | 285.000    | nvpi.nl                 |
| Norwegen (IFPI)                                                                              | —            | 2× Gold2     | 14× Platin14   | —           | 380.000    | ifpi.no                 |
| Österreich (IFPI)                                                                            | —            | 10× Gold10   | 13× Platin13   | —           | 540.000    | ifpi.at                 |
| Polen (ZPAV)                                                                                 | —            | 5× Gold5     | 16× Platin16   | —           | 760.000    | olis.pl                 |
| Portugal (AFP)                                                                               | —            | 3× Gold3     | 5× Platin5     | —           | 65.000     | Einzelnachweise         |
| Schweden (IFPI)                                                                              | —            | 5× Gold5     | 9× Platin9     | —           | 560.000    | sverigetopplistan.se    |
| Schweiz (IFPI)                                                                               | —            | 3× Gold3     | 5× Platin5     | —           | 165.000    | hitparade.ch            |
| Singapur (RIAS)                                                                              | —            | —            | Platin1        | —           | 10.000     | Einzelnachweise         |
| Spanien (Promusicae)                                                                         | —            | 6× Gold6     | 18× Platin18   | —           | 920.000    | elportaldemusica.es     |
| Südafrika (RISA)                                                                             | —            | —            | Platin1        | —           | 10.000     | Einzelnachweise         |
| Südkorea (KMCA)                                                                              | —            | —            | Platin1        | —           | 261.799    | circlechart.kr          |
| Vereinigte Staaten (RIAA)                                                                    | —            | 7× Gold7     | 46× Platin46   | Diamant1    | 49.160.000 | riaa.com                |
| Vereinigtes Königreich (BPI)                                                                 | 11× Silber11 | 5× Gold5     | 30× Platin30   | —           | 20.760.000 | bpi.co.uk               |
| Insgesamt                                                                                    | 11× Silber11 | 120× Gold120 | 427× Platin427 | 6× Diamant6 |            |                         |